# NGC 2509
NGC 2509 في الفهرس العام الجديد، هو عنقود نجمي، يقع في كوكبة الكوثل. اكتشف في 3 ديسمبر 1783 . بواسطة ويليام هيرشل .

## روابط خارجية
- NGC 2509 على موقع ويكي سكاي: DSS2, SDSS, GALEX, IRAS, Hydrogen α, X-Ray, Astrophoto, Sky Map, Articles and images